# Dorotea de Anhalt-Zerbst
Dorotea de Anhalt-Zerbst (en alemán: Dorothea von Anhalt-Zerbst) (Zerbst, 25 de septiembre de 1607-Hitzacker, 26 de septiembre de 1634) fue un miembro de la Casa de Ascania y princesa de Anhalt-Zerbst por nacimiento, y consorte de Augusto de Brunswick-Wolfenbüttel, el Joven, futuro príncipe de Brunswick-Wolfenbüttel. Dorotea nunca fue princesa consorte, ya que falleció antes.

## Biografía
Dorotea era la hija del príncipe Rodolfo de Anhalt-Zerbst (1576-1621), fruto de su primer matrimonio con Dorotea Eduviges (1587-1609), hija del duque Enrique Julio de Brunswick-Wolfenbüttel.
El 26 de octubre de 1623 contrajo matrimonio en Zerbst con Augusto de Brunswick-Wolfenbüttel, el Joven (1579-1666). Este era el segundo matrimonio de Augusto. Su primer matrimonio permaneció sin descendencia, al igual que el de su hermano, Julio Ernesto. Con el nacimiento de sus hijos, Dorotea se convirtió en antepasada de la «Nueva Casa de Brunswick», que quedó extinta en 1873. El árbol genealógico de Dorotea , a partir de 1617, todavía puede hallarse en la biblioteca de Wolfenbüttel.

## Descendencia
De su matrimonio con Augusto, tuvo los siguientes hijos:
- Enrique Augusto (1625-1627).
- Rodolfo Augusto (1627-1704), duque de Brunswick-Luneburgo y duque de Brunswick-Wolfenbüttel. Desposó en primeras nupcias, en 1650, a la condesa Cristiana Isabel de Barby-Mühlingen (1634-1681). Desposó en segundas nupcias morganáticamente, en 1681, a Rosine Elisabeth Menthe (1663-1701).
- Sibila Úrsula (1629-1671), desposó en 1663 al duque Cristián de Schleswig-Holstein-Sonderburg-Glücksburg (1627-1698).
- Clara Augusta (1632-1700), desposó en 1653 al duque Federico de Wurtemberg-Neuenstadt (1615-1682).
- Antonio Ulrico (1633-1714), duque de Brunswick-Wolfenbüttel. Desposó en 1656 a la princesa Isabel Juliana de Schleswig-Holstein-Norburg (1634-1704).